# Герах (Рейнланд-Пфальц)
Герах (нім. Gerach) — громада в Німеччині, розташована в землі Рейнланд-Пфальц. Входить до складу району Біркенфельд. Складова частина об'єднання громад Геррштайн.
Площа — 2,29 км2. Населення становить 236 ос. (станом на 31 грудня 2020).